# He's Just Not That Into You
He's just not that into you (conocida en español como ¿Qué les pasa a los hombres? en España, A él no le gustas tanto en Hispanoamérica) es una película de 2009 de coproducción alemana-estadounidense dirigida por Ken Kwapis y protagonizada por un reparto coral que incluye a  Ben Affleck, Jennifer Aniston, Drew Barrymore, Jennifer Connelly, Scarlett Johansson, Bradley Cooper, Justin Long, Ginnifer Goodwin, Kevin Connolly, entre otros. La película está basada en el libro de no ficción He's just not that into you de Greg Behrendt y Liz Tuccillo. Fue producida por Flower Films, la productora de Drew Barrymore.

## Sinopsis
Neil (Ben Affleck) y Beth (Jennifer Aniston) llevan saliendo siete años y él no cree en el matrimonio. Su amigo Ben (Bradley Cooper) está casado con Janine (Jennifer Connelly) y le es infiel con Anna (Scarlett Johansson), de la que está terriblemente enamorado su ex, Conor (Kevin Connolly). Gigi (Ginnifer Goodwin), amiga de Beth y Janine, intenta encontrar al hombre de sus sueños y acaba recibiendo consejos del administrador de un bar (Justin Long) que parece ser un experto en relaciones. Y Mary (Drew Barrymore) es una mujer obsesionada con las citas por internet.

## Reparto
- Ben Affleck como Neil.
- Jennifer Aniston como Beth Murphy.
- Drew Barrymore como Mary Harris.
- Jennifer Connelly como Janine Gunders.
- Kevin Connolly as Conor Barry.
- Bradley Cooper como Ben Gunders.
- Ginnifer Goodwin como Gigi Phillips.
- Scarlett Johansson como Anna Marks.
- Justin Long como Alex.
- Kris Kristofferson como Rod Murphy.
- Hedy Burress como Laura.
- Busy Philipps como Kelli Ann.
- Leonardo Nam como Joshua Nguyen.
- Rod Keller como Bruce.
- Wilson Cruz como Nathan.
- Morgan Lily como Little girl.
- Natasha Leggero como Amber Gnech.
- Cory Hardrict como Tyrone.
- Greg Behrendt como Priest.
- Sasha Alexander como Catharine.
- Corey Pearson como Jude.
- Frances Callier como Frances.
- Angela V. Shelton como Angela.
- Bill Brochtrup como Larry.
- Peter O'Meara como Bill.
- Brandon Keener como Jarrad.
- John Ross Bowie como Dan the Wiccan.

## Producción
La ciudad de Baltimore, Maryland, fue seleccionada para el rodaje He's Just Not That Into You, porque no había   sido  utilizada como escenario de recientes comedias románticas. Además, el guionista Marc Silverstein había vivido en la ciudad durante varios años antes de asistir a la universidad.
La fecha de lanzamiento original de la película fue aplazada, al pasar del 24 de octubre de 2008 al 13 de febrero de 2009, y finalmente el 6 de febrero de 2009.

## Recepción
La película ha recibido críticas diversas. A partir del 9 de julio, Rotten Tomatoes informó que el 43% de los críticos dio comentarios positivos sobre la base de 145 comentarios. Otro agregador de revisión, Metacritic, que asigna una calificación normalizada de 100 comentarios de la prensa mainstream, dio a la película un 48% de aprobación basado en 30 comentarios. Si bien la película recibió críticas mixtas, Ginnifer Goodwin, Jennifer Connelly, Jennifer Aniston y Ben Affleck son a menudo elogiados por la crítica como el stand-out en la película y Colm Andrés de la Isla de Man Independiente fue muy favorable, diciendo: "El guion es perfecto y de vez en cuando a pesar de sentirse como un episodio de televisión muy pulido, la película está erizada de energía".

### Taquilla
En su primer fin de semana, la película recaudó 27,8 millones de dólares, superando a la taquilla. Su recaudación mundial tiene un total de 178.846.899 de dólares, un éxito dado su presupuesto de 40 millones de dólares.

### Lanzamiento en formato doméstico
El DVD y Blu-Ray fue lanzado el 2 de junio de 2009. El formato de Blu-Ray del DVD incluye una copia digital.

## Premios y candidaturas
- 2009: Teen Choice Awards por Película por Elección - Romance (candidata)
- 2009: Teen Choice Awards a la Mejor Actriz - Comedia (candidata)

## Banda sonora
La banda sonora de He's Just Not That Into You fue compuesta por Cliff Eidelman, que la grabó con una orquesta Hollywood Studio Symphony, de 80 elementos.
1. Corinne Bailey Rae - "I'd Like To"
2. My Morning Jacket - "I'm Amazed"
3. The Human League - "Don't You Want Me"
4. R.E.M. - "Supernatural Superserious"
5. Tristan Prettyman - "Madly"
6. Talking Heads - "This Must Be the Place (Naive Melody)"
7. The Black Crowes - "By Your Side"
8. Wilco - "I Must Be High"
9. James Morrison - "You Make It Real"
10. Maroon 5 - "If I Never See Your Face Again"
11. The Replacements - "Can't Hardly Wait"
12. The Ting Tings - "Fruit Machine"
13. Lily Allen - "Smile"
14. Keane - "Somewhere Only We Know"
15. Erin McCarley - "Love, Save the Empty"
16. The Cure - "Friday I'm In Love"
17. Scarlett Johansson - "Last Goodbye"